# Dmitry Berestov
Dmitri Vladimirovitch Berestov, né le 13 juin 1980 à Moscou, est un haltérophile russe.

## Biographie
Il remporte la médaille d'or dans la catégorie des moins de 105 kg aux Jeux olympiques d'été de 2004.
En juillet 2006, Dmitry Berestov échoue à un contrôle antidopage et se voit infliger une interdiction de participer à des compétitions pendant deux ans. En 2008, la suspension prend fin et il revient aux Championnats d'Europe d'haltérophilie 2008, où il remporte la médaille d'or au classement général.
Il mesure 186 cm/6 ft 1 et pèse 105 kg/231 lb.